# Tele 7 abc
Tele 7 abc este un post de televiziune din România, care era popular în anii '90. Din 2021 a reînceput să emită, dar numai online.

## Istorie
Tele 7 abc a început să transmită în 1994. Primul sediu a fost în București, pe Calea Victoriei nr. 155, la etajele 10 și 11. Patroni erau Paul Opriș, Mihai Cârciog și impresarul Marcel Avram. Tele 7 abc a fost realizată după un concept gândit de Mihai Tatulici. Mihai Tatulici demisionează un an mai târziu, în 1995, din funcția de Director general, pentru a se muta la Pro TV.
Tele 7 abc a difuzat mai multe seriale de televiziune: Star Trek: Seria originală, Familia Addams, Knight Rider, The A-Team, MacGyver, Kung fu, The Incredible Hulk. Tele 7 abc a transmis concertul lui Michael Jackson din 1996 de la București.
Printre viitoarele vedete care au apărut la Tele 7 abc: Mircea Badea, Teo Trandafir (emisiunea Bună dimineața, România!), Dan Diaconescu, Radu Coșarcă. 
Televiziunea a intrat în declin în 2002 după ce a trecut sub controlul lui Florin Călinescu. Curând după aceea, cele mai multe dintre filmele sale au fost transferate la alte posturi, iar Tele7 a rămas numai cu filme religioase de clasă B și emisiuni similare.
În februarie 2005, postul a fost închis temporar, deoarece angajații săi nu au fost plătiți de luni de zile și nici nu aveau facilități sanitare adecvate. Curând după aceea, televiziunea a fost închisă definitiv.
În vara anului 2012, Cristian Ambrozie anunța relansarea canalului Tele 7 abc, după ce preluase marca televiziunii din anii '90. Până la urmă, totul a rămas doar la stadiul de proiect.
În prezent postul de televiziune este patronat de Cristinel Ambrozie prin casa de producție Tele7 Audio Video Production. Acesta beneficiază și de certificat al mărcii înregistrate la Oficiul de Stat pentru Invenții și Mărci (OSIM), cu marca nr. 176125.

## Program TV
Exemplu de program TV la Tele 7 abc, miercuri 5 iulie 2000:
- 07:00 - Bună dimineața, România
- 09:00 - Dați vina pe Corina (r)
- 10:30 - Economic ABC (r)
- 10:45 - Gura lumii
- 11:00 - Senzațional (r)
- 12:00 - Măștile puterii (r)
- 13:00 - Ora unu a venit
- 13:10 - Măștile puterii (r)
- 14:00 - Primul pas (r)
- 15:30 - Tinerețe fără bătrânețe
- 16:00 - Post meridian
- 17:00 - Dați vina pe Corina
- 18:00 - Film documentar
- 19:00 - Telejurnal
- 19:45 - Economic ABC
- 20:00 - Gura lumii
- 20:15 - Film documentar
- 21:00 - Senzațional cu Dan Diaconescu
- 22:00 - Reporter Tele7
- 22:30 - Telemedicina
- 00:00 - Nopți albe
- 01:00 - Ora unu a venit